# Honningsvåg
Honningsvåg (Honningsvågⓘ) es una pequeña ciudad situada a 70° 58' N en el municipio de Nordkapp, en la región de Finnmark, en el norte de Noruega. Debido a su latitud, es considerada como la ciudad más septentrional de Europa e incluso del mundo. La legislación vigente desde 1997 estipula que una ciudad noruega debe tener al menos 5000 habitantes, sin embargo, Honningsvåg fue declarada ciudad en 1996. Está situada en una bahía en el sur de la isla de Magerøya, mientras que el visitado acantilado de cabo Norte y su centro turístico se encuentran en el lado norte de la isla, toda ella bañada por el mar de Barents. El puerto de Honningsvåg es una parada común para cruceros y para el Hurtigruten, especialmente durante el verano noruego. El aeropuerto de Honningsvåg, Valan, se encuentra a cuatro kilómetros fuera de la ciudad. Sus vuelos se dirigen principalmente a Tromsø. 
Esta zona ha estado habitada desde hace 10 300 años. Probablemente, el alimento proveniente del mar era el sustento principal para estos primeros habitantes prehistóricos. De hecho, el agua libre de hielos de esta zona suroeste del mar de Barents es aún hoy una zona de abundante pesca. Con el tiempo, el turismo también ha ido ganando importancia. Debido a la proximidad del agua de mar, que no se encuentra tan fría debido a la corriente del golfo de México, las temperaturas invernales de Honningsvåg son mucho más templadas que las de otras zonas con la misma latitud, aunque de todas maneras sigue siendo un clima muy frío: la media del mes de enero es de unos -4 °C. Incluso algunos jardines privados tienen árboles, los cuales rara vez superan los 4 metros de alto.
El Hurtigruten tiene una de sus paradas principales en Honningsvåg, que es una de las últimas en su camino hacia Kirkenes, cerca de la frontera con Rusia. Hacia el sur, el Hurtigruten llega hasta Bergen. Desde las 11:15 hasta las 14:45 los barcos atracan en el puerto de Honningsvåg, creando mucha actividad comercial y turística.

## Etimología
La forma del nórdico antiguo fue probablemente Hornungsvágr. El primer elemento sería, por tanto, el caso genitivo de un nombre desaparecido de una montaña: Hornungr. Este nombre hipotético podría haber sido un antiguo nombre de Storefjell (literalmente "gran montaña"), una elevación con forma de cuerno cerca de Honningsvåg; y entonces habría derivado de la palabra cuerno, "horn". El último elemento es vágr, que da el significado de "bahía". En definitiva, el nombre significaría algo así como "la bahía bajo la montaña Hornungr".

## Galería

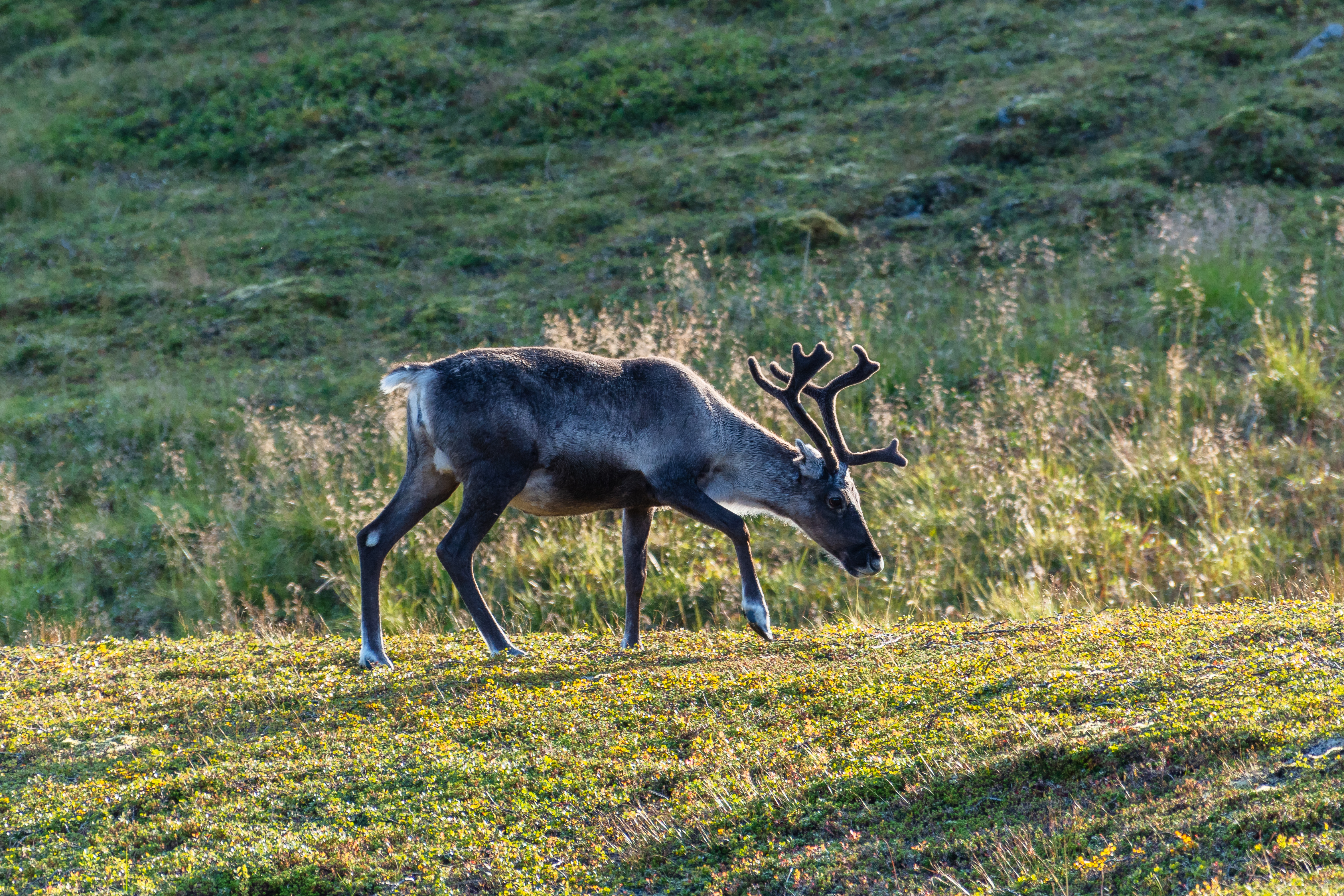
Reno (Rangifer tarandus) en Honningsvåg.
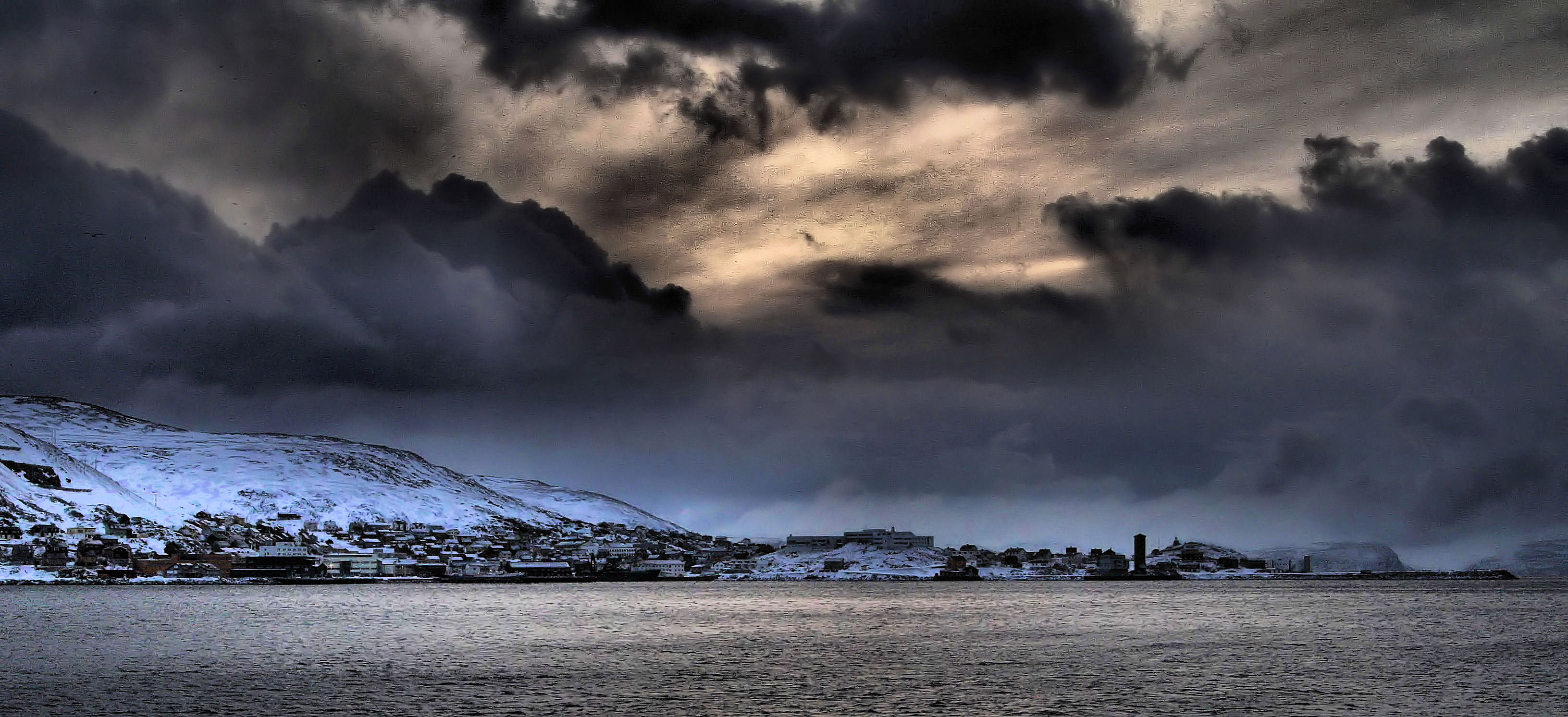
Invierno en Honningsvåg.
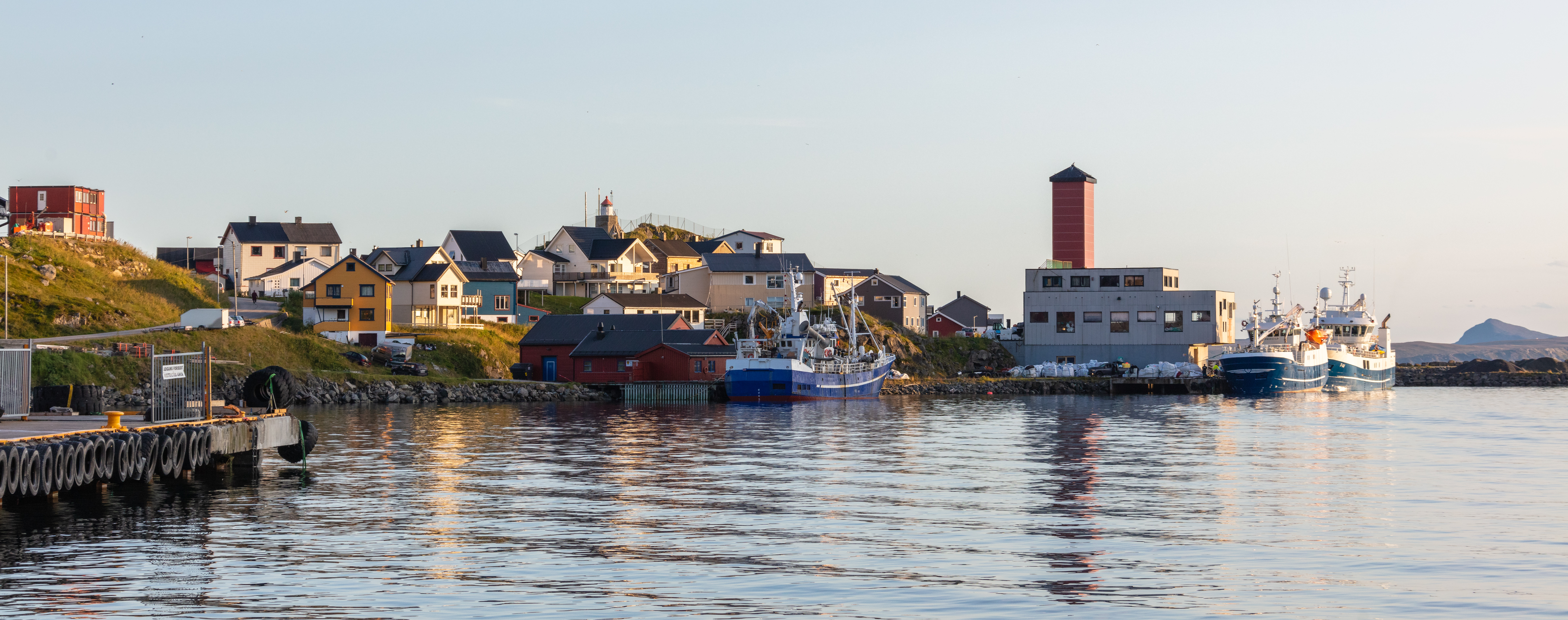
Puerto.
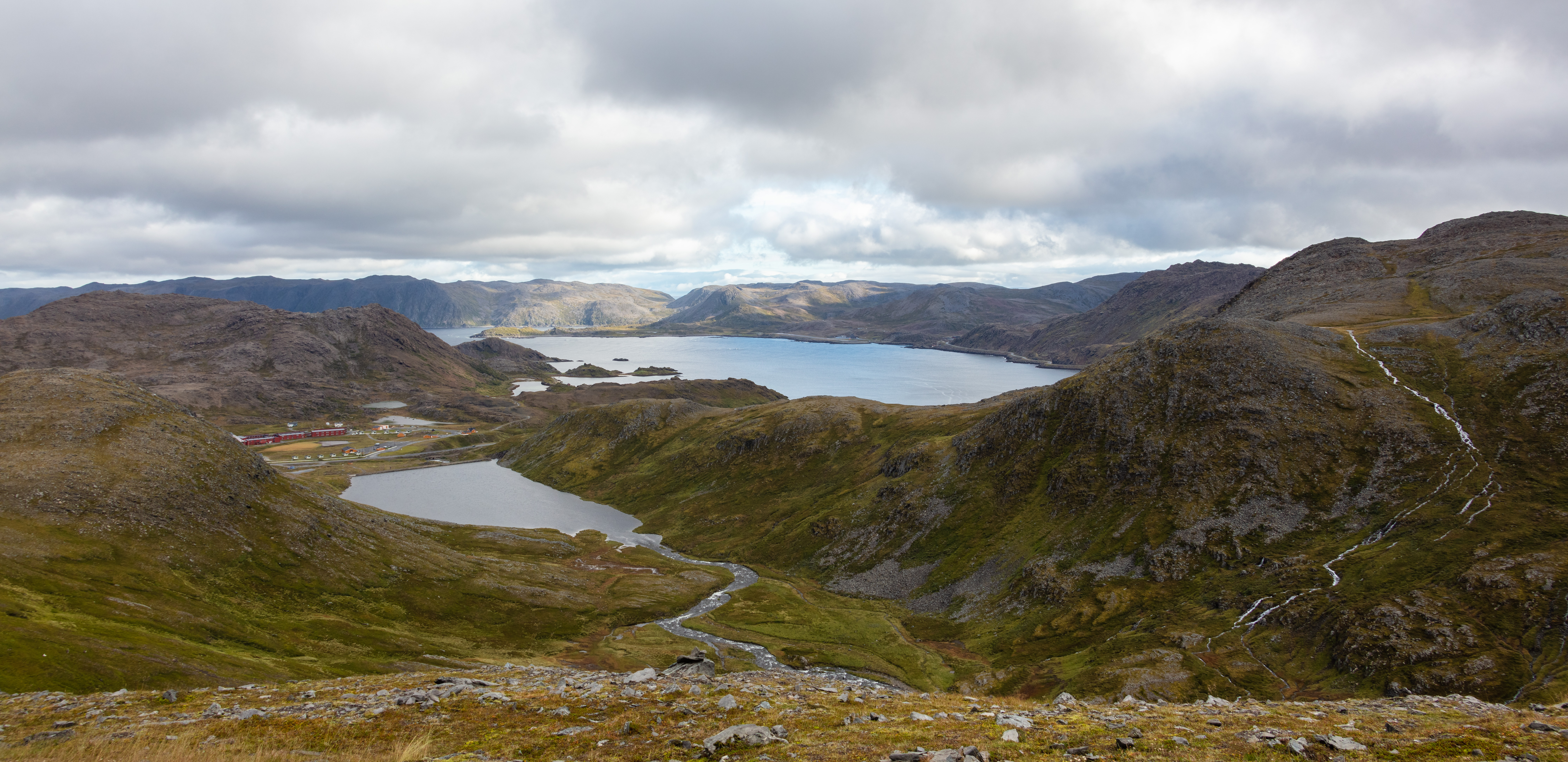
Presa y mar de Barents, Honningsvåg.
Paisaje en Honningsvåg.
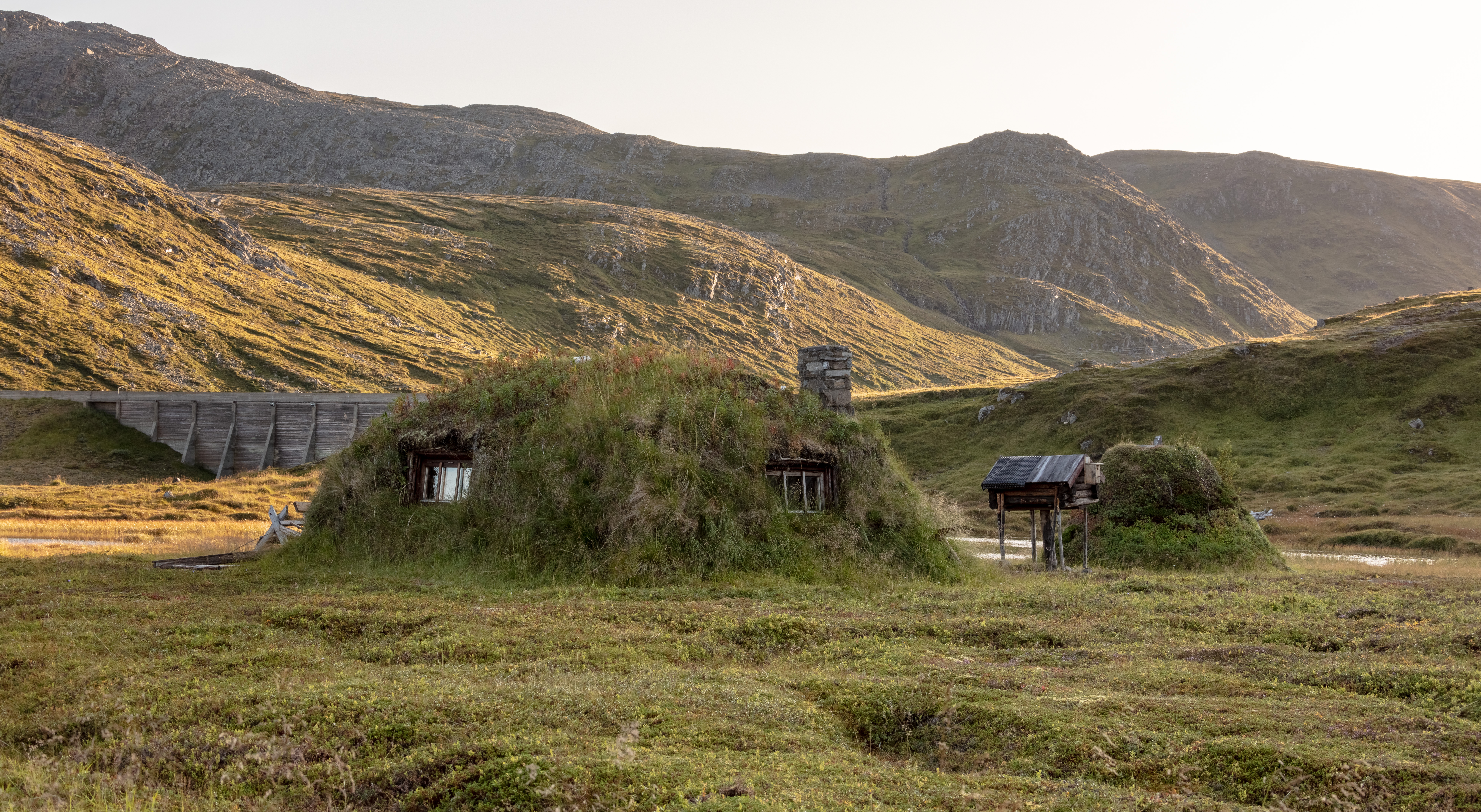
Cabaña en Honningsvåg.
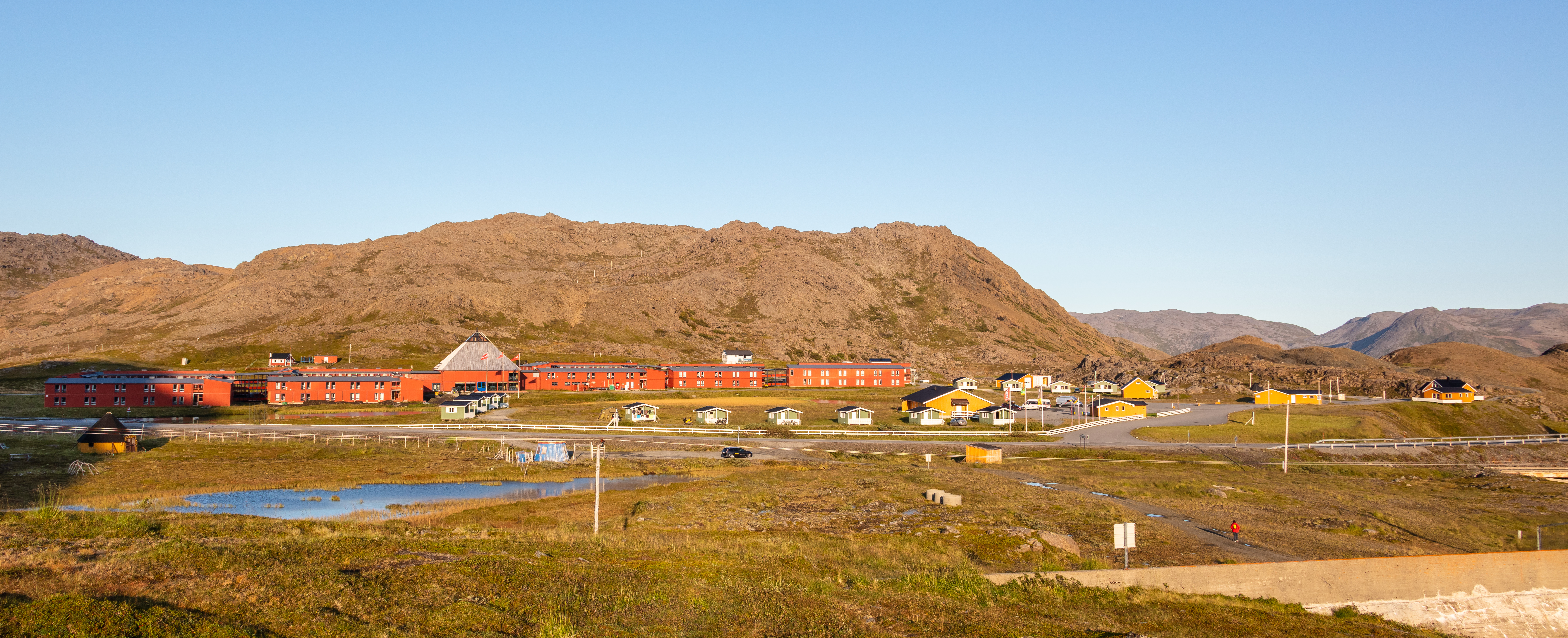
Área de camping en Honningsvåg.